# 加賀市立東和中学校
加賀市立東和中学校（かがしりつ とうわちゅうがっこう）は、石川県加賀市動橋町にある公立中学校。

## 沿革
- 1947年（昭和22年）4月1日 - 動橋町立動橋中学校、分校村立分校中学校、片山津町立作見中学校をそれぞれ開設する[1]。
- 1958年（昭和33年）1月1日 - 町村合併・市制施行により、それぞれ加賀市立動橋・分校・作見中学校と改称する。
- 1962年（昭和37年）5月1日 - 学校統合により上記3校を廃止し、東部中学校を設けて、それぞれの地で東部中学校動橋・分校・作見の3教場を置く。
- 1963年（昭和38年）9月1日 - 加賀市立東和中学校と称し，引き続き3教場を置く。
- 1964年（昭和39年）10月1日 - 独立校舎完成につき3教場全員を収容する。独立校舎竣工式をあげる。

## 部活動

### 運動部
- 野球部[2]
- 陸上部
- 男子バスケットボール部
- 男子バレーボール部
- 女子バレーボール部
- 卓球部
- 女子ソフトボール部
- 女子ソフトテニス部
- 社会体育部

### 文化部
- 吹奏楽
- 美術
- 科学
- 作法

## 交通アクセス
- IRいしかわ鉄道線 動橋駅下車